# Clanis surigaoensis
Clanis surigaoensis är en fjärilsart som beskrevs av Clark 1928. Clanis surigaoensis ingår i släktet Clanis och familjen svärmare. Inga underarter finns listade i Catalogue of Life.